# Marinera (manzana)
Marinera es el nombre de una variedad cultivar de manzano (Malus domestica). Esta manzana está cultivada en la colección de la Estación Experimental Aula Dei (Zaragoza) con n.º de accesión "3412". Esta manzana está cultivada en diversos viveros entre ellos algunos dedicados a conservación de árboles frutales en peligro de desaparición. Esta manzana es originaria de las Islas Baleares, donde tuvo su mejor época de cultivo comercial anterior a la década de 1960, y actualmente en menor medida aún se encuentra.

## Sinónimos
- "Manzana Marinera",[6][8][9]
- "Poma Marinera".

## Historia
Las Islas Baleares presenta unas condiciones de clima y de suelos buenos para el cultivo del manzano. De hecho existe una considerable variedad de cultivos autóctonos de manzano, fruto de la sabiduría y el esfuerzo de los agricultores, que durante generaciones han realizado cruces y mejoras de las variedades. En estas últimas décadas ya sea por presiones urbanísticas o por abandono de los cultivos en los campos, debida a la competencia con otras variedades de manzanas selectas foráneas, se han ido perdiendo parte de la riqueza de variedades frutales de la herencia. Actualmente hay iniciativas para evitar la pérdida irremediable de esta riqueza cultural y agrícola con iniciativas de conservación como el proyecto "Reviure" en Mallorca (con plantación de 160 frutales de la herencia), [Autores: José Moscardó Sáez Antoni Martorell Nicolau Proyecto Reviure-caib.es.PDF] o el banco de germoplasma de frutales del Jardín Botánico de Sóller.
'Marinera' está considerada incluida en las variedades locales autóctonas muy antiguas, cuyo cultivo se centraba en comarcas muy definidas. Se caracterizaban por su buena adaptación a sus ecosistemas y podrían tener interés genético en virtud de su adaptación. Se encontraban diseminadas por todas las regiones fruteras españolas, aunque eran especialmente frecuentes en la España húmeda. Estas se podían clasificar en dos subgrupos: de mesa y de sidra (aunque algunas tenían aptitud mixta).
'Marinera' es una variedad clasificada como de mesa; difundido su cultivo en el pasado por los viveros comerciales y cuyo cultivo en la actualidad se ha reducido a huertos familiares y jardines privados.

## Características
El manzano de la variedad 'Marinera' tiene un vigor Medio; florece a inicios de mayo; tubo del cáliz estrecho, alargado o corto, en su mayoría se une al eje del corazón por una línea muy definida, y con los estambres insertos por la mitad.
La variedad de manzana 'Marinera' tiene un fruto de tamaño medio; forma tronco-cónica, más voluminosa desde la parte media hacia su base, con contorno irregular; piel levemente grasa; con color de fondo amarillo verdoso, siendo el color del sobre color rojo, importancia del sobre color alta, siendo su reparto en chapa / rayas, presenta chapa rojo cobrizo o marcada por pinceladas de tono rojo vivo o rojo ciclamen irradiadas desde el fondo de la cavidad peduncular, acusa punteado abundante, transparente y entremezclado con otros cacarañados que se reparten en cascada desde la cavidad del ojo, y enmarañado semi-ceroso hacia la cavidad peduncular, y una sensibilidad al "russeting" (pardea miento áspero superficial que presentan algunas variedades) débil; pedúnculo corto siempre por debajo de la mitad de la cavidad, generalmente formando cabeza en su extremo, anchura de la cavidad peduncular es amplia, profundidad de la cavidad peduncular profunda, con chapa verdosa en el fondo, borde levemente ondulado, y con importancia del "russeting" en cavidad peduncular media; anchura de la cavidad calicina relativamente estrecha, profundidad de la cav. calicina casi superficial pero de cubeta acusada, y con la importancia del "russeting" en cavidad calicina muy débil; ojo, pequeño, cerrado; sépalos anchos en su base, compactos y formando relieve, de puntas partidas o vueltas hacia fuera.
Carne de color blanco-crema con fibras verdosas; textura crujiente, semi-jugosa; sabor característico de la variedad, muy agradable, y tenuemente aromática; corazón en la mayoría, centrado; eje abierto; celdas alargadas o arriñonadas. Semillas de tamaño regular y forma variada.
La manzana 'Marinera' tiene una época de maduración y recolección temprana en verano, se recolecta desde inicio de agosto hasta mediados de septiembre. Tiene uso como manzana de mesa fresca.